# Cadillac Model A
Tonneau e Runabout sono due modelli di autovettura prodotti dalla Cadillac dal 1903 al 1904. Nel 1904, per differenziarli dalla nuova Cadillac Model B, vennero rinominati Model A. La Tonneau e la Runabout sono stati i primi modelli commercializzati dalla Cadillac. Appartenevano alla classe delle utilitarie.

## Storia

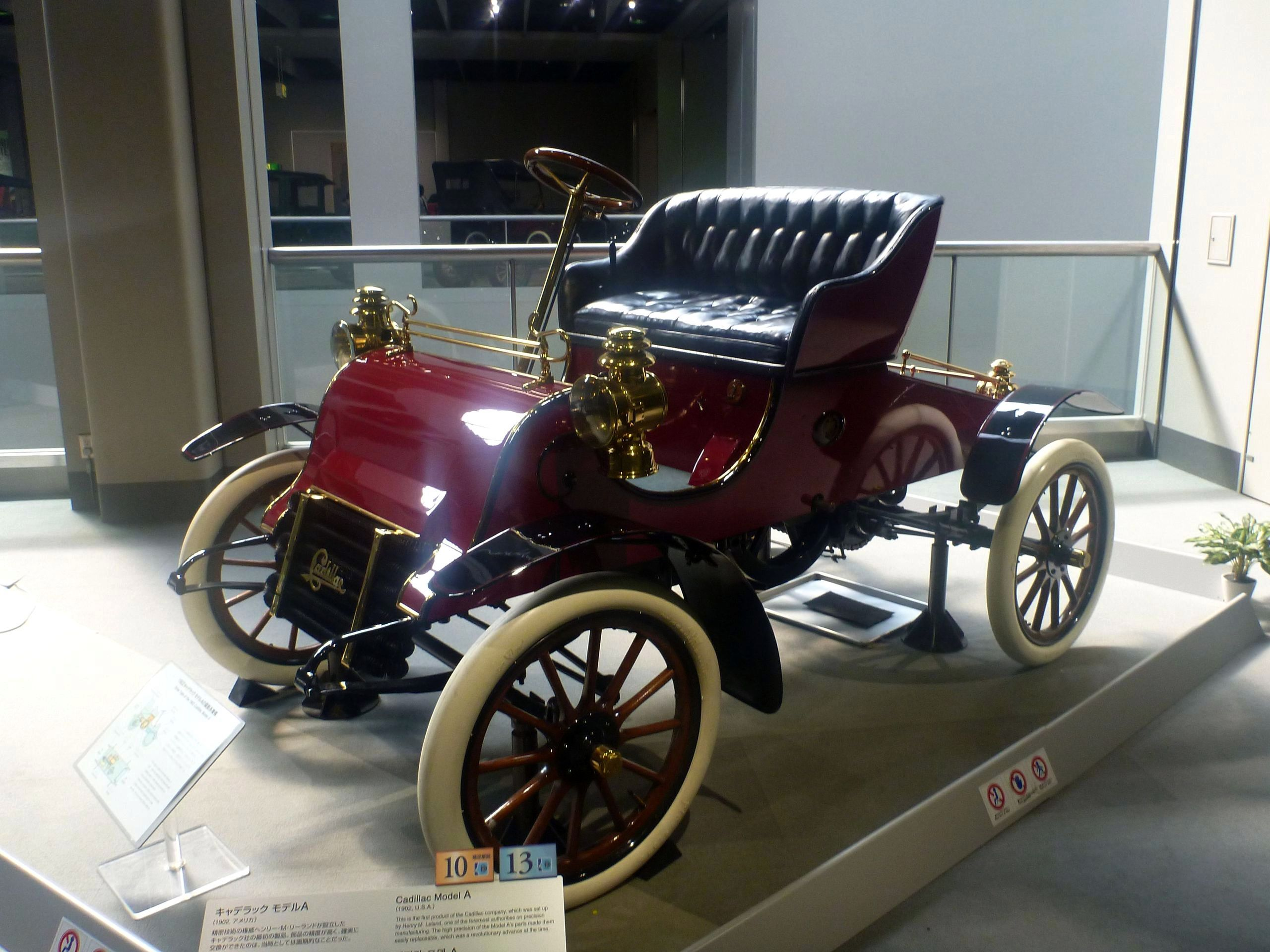
Cadillac Model A Runabout

Sono state presentate nel gennaio del 1903 al salone dell'automobile di New York. I tre esemplari mostrati al pubblico furono acquistati già durante l'evento in questione. Si differenziavano per il tipo di carrozzeria installata (runabout o tonneau).
I due modelli avevano installato un motore monocilindrico da 1.609 cm³ di cilindrata che erogava 10 CV di potenza. Il cambio era manuale di tipo epicicloidale a due rapporti, e la trazione era posteriore. Il telaio era in acciaio e le sospensioni erano a balestra semiellittica. I freni erano meccanici a tamburo. Il modello era dotato di fanali elettrici.
I due modelli furono prodotti in circa 2.600 esemplari totali. La Runabout costava 750 dollari mentre la Tonneau era in vendita a 100 dollari in più.